# (2839) Annette
(2839) Annette (1929 TP; 1937 AB1; 1939 UL; 1962 TE; 1970 BB; 1972 XF1; 1982 VP) ist ein ungefähr sieben Kilometer großer Asteroid des inneren Hauptgürtels, der am 5. Oktober 1929 vom US-amerikanischen Astronomen Clyde Tombaugh am Lowell-Observatorium in Flagstaff, Coconino County in Arizona (IAU-Code 690) entdeckt wurde.

## Benennung
(2839) Annette wurde vom Entdecker Clyde Tombaugh nach dessen Tochter benannt.